# Basotho
Die Basotho (Singular Mosotho, früher auch Basuto) sind ein Bergvolk im südlichen Afrika, das in der ersten Hälfte des 19. Jahrhunderts entstand.
Rund zwei Millionen Basotho bilden heute fast ausschließlich das Volk in Lesotho. In den südafrikanischen Provinzen Freistaat und Gauteng leben ebenfalls mehrere Millionen Basotho. Die Basotho sprechen Sesotho, das Amtssprache in beiden Staaten ist.

## Geschichte

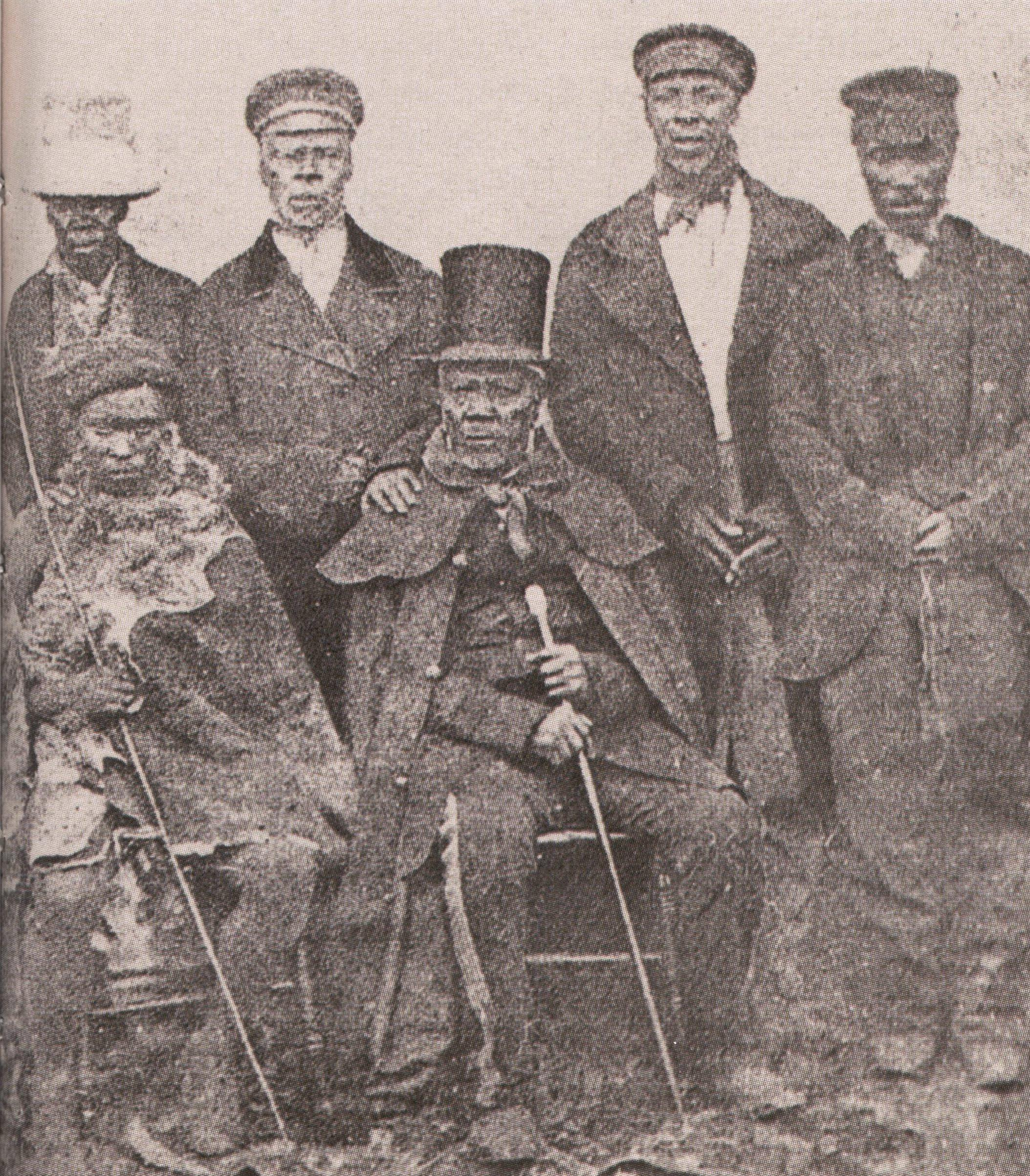
König Moshoeshoe I., Gründervater der Basotho, mit seinen Ministern

Anfang des 19. Jahrhunderts flüchteten zahlreiche Ethnien vor den Zulu und ihrer Politik der Mfecane. Dem Bakoena-Chief Moshoeshoe I. gelang es, sein Volk sicher zu führen, so dass mehrere Stämme von Moshoeshoe aufgenommen wurden, darunter die Bataung und die Batlokoa, so dass die Bevölkerung von rund 25.000 auf 80.000 anwuchs und fortan als Basotho bezeichnet wurde. Moshoeshoe regierte bis zu seinem Tod 1870 von Thaba Bosiu aus, das bis heute als Nationalheiligtum Lesothos gilt.
Später wurden auch die Baphuthi im Süden des heutigen Lesotho aufgenommen, sie blieben aber eine eigene Ethnie mit der Sprache Phuthi.
Seit der Unabhängigkeit Lesothos 1966 werden die Basotho von einem König regiert, der aber nur repräsentative Funktionen hat.

## Kultur
Die Basotho entwickelten ihre eigenen Sitten und Gebräuche, von denen sich viele bis heute erhalten haben. Dazu gehört das Traditionelle Herrschaftssystem. Entscheidungen auf Dorfebene werden wie im 19. Jahrhundert von einer pitso gefällt, einer allgemeinen Versammlung. Verwandtschaftliche Bindungen haben eine große Bedeutung und führen oft dazu, dass Einkommen unter den bedürftigen Verwandten aufgeteilt werden. Neben einem westlich ausgerichteten Schul- und Gesundheitswesen gibt es an abgeschiedenen Orten Unterricht in traditionellen Disziplinen sowie Heiler mit alternativen Methoden. Die meisten Basotho sind in der Folge der Missionarstätigkeit seit 1833 Christen. Neben umfangreichen Sammlungen geistlicher Lieder gibt es eine reichhaltige traditionelle Musikkultur. Bis heute tragen viele Basotho Wolldecken (kobo) und Strohhüte (mokorotlo). Genauso finden sich aber auch westliche Wertvorstellungen wieder, vor allem in den städtischen Zentren und der Universität.

## Sonstiges
Das Basotho Cultural Village, ein Dorf im QwaQwa National Park in Südafrika, demonstriert die Geschichte, Kultur und den Lebensstil der Basotho.